# Aligot gorjablanc
L'aligot gorjablanc (Buteo albigula) és una espècie d'ocell de la família dels accipítrids (Accipitridae). Habita boscos de muntanyes de la zona Neotropical, des de Colòmbia i Veneçuela, cap al sud, a través de l'Equador, el Perú i Bolívia fins a Xile i zona limítrofa de l'Argentina. El seu estat de conservació es considera de risc mínim.